# Extended Versions (album Europe)
Extended Versions – album koncertowy zespołu Europe, wydany w 2007 roku. Zawierał koncertowe wersje utworów grupy, nagrane w latach 1986–1992.

## Lista utworów
1. „The Final Countdown” (5:12)
2. „Danger on the Track” (4:00)
3. „Carrie” (4:40)
4. „Time Has Come” (4:17)
5. „Rock the Night” (5:27)
6. „I’ll Cry for You” – wersja akustyczna (3:58)
7. „On the Loose” (3:08)
8. „Cherokee” (5:11)
9. „On Broken Wings” (7:20)
10. „Let the Good Times Rock” (5:15)

## Skład zespołu
- Joey Tempest – wokal, gitary akustyczne
- John Norum – gitary, wokal wspierający
- Kee Marcello – gitary, wokal wspierający (on all tracks except 4)
- John Levén – gitara basowa
- Mic Michaeli – instrumenty klawiszowe, wokal wspierający
- Ian Haugland – perkusja, wokal wspierający